# 华金·古斯曼·洛埃拉
华金·阿奇瓦尔多·古斯曼·洛埃拉（西班牙語：Joaquín Archivaldo Guzmán Loera，發音：[xoaˈkin aɾtʃiˈβaldo ɣusˈman loˈeɾa]；又译古兹曼；1957年4月4日—），绰号「矮子」，墨西哥前毒梟，锡那罗亚贩毒集团前头目，被认为是世界上最有权势的毒贩，对超过34,000人的死亡负有责任。目前古斯曼被关押在美国科罗拉多州的美国行政最高设施监狱。

## 早年经历
华金·阿奇瓦尔多·古斯曼·洛埃拉出生在墨西哥锡那罗亚州巴迪拉瓜托市镇拉图纳的一个贫困家庭。他于1957年4月4日出生，父母为埃米利奥·古斯曼·布斯蒂略斯（Emilio Guzmán Bustillos）和玛丽亚·孔苏埃洛·洛埃拉·佩雷斯（María Consuelo Loera Pérez）。祖父母为胡安·古斯曼（Juan Guzmán）和奥蒂利娅·布斯蒂略斯（Otilia Bustillos），外祖父母为奥维迪奥·洛埃拉·科夫雷亚（Ovidio Loera Cobret）和蓬波萨·佩雷斯·乌里亚特（Pomposa Pérez Uriarte）。他的家族世代居住在拉图纳。父亲是一位传统的养牛场主，但也有消息称他可能是一个种植罌粟的农民。古斯曼有两个妹妹，名叫阿尔米达（Armida）和贝尔纳达（Bernarda），以及4个弟弟，名叫米格尔·安赫尔（Miguel Ángel）、奥雷利亚诺（Aureliano）、阿图罗（Arturo）和埃米利奥（Emilio）。此外，他还有3个不为人知的哥哥，据说在他很小的时候因自然原因去世。
古斯曼的成长过程鲜为人知。小时候，他靠卖桔子为生，三年级辍学，和父亲一起工作。他常受到父亲的体罚，有时为了逃避这种对待，他会躲到外祖母家。为了保护弟弟妹妹不受虐待，他经常站在父亲面前挡住对他们的殴打。有可能，古斯曼因试图阻止父亲殴打弟弟妹妹而招致父亲的愤怒。然而，他的母亲是他情感的支柱。由于离家最近的学校有100公里远，他早年是由旅行教师授课，教师停留几个月后就会去下个地区。由于家乡就业机会有限，他开始种植罂粟，这是当地居民的普遍做法。每当收获季节来临，古斯曼和他的兄弟们就登上巴迪拉瓜托的山丘，剪断罂粟的芽。一旦罌粟积累至数公斤，他的父亲就把收成卖给库利亚坎和瓜穆奇尔的其他供应商，并在附近的商业中心出售大麻，同时由古斯曼陪同。父亲把大部分赚来的钱花在了酒和女人上，常常因为没有钱而回家。厌倦了父亲的不善管理，古斯曼在15岁时与表兄弟阿图罗、阿尔弗雷多、卡洛斯和埃克托尔·贝尔特兰·莱瓦一起经营自己的大麻园，并以此为生计。
十几岁时，由于与父亲的冲突，他被父亲赶出家门，只能与祖父住在一起。这时正值他青春期，古斯曼因身高168公分、体格健壮而获得了“矮子”（El Chapo）的绰号。巴迪拉瓜托多数当地人一生大部分时间都在西馬德雷山脈的罂粟田里工作，但古斯曼离开家乡，通过他的叔叔佩德罗·阿维莱斯·佩雷斯，墨西哥贩毒的先驱之一，寻找更大的机会。他20多岁就离开了巴迪拉瓜托，加入了有组织犯罪。

## 毒品事业
在1980年代，墨西哥的主要犯罪集团是瓜達拉哈拉販毒集團，由米格尔·安赫尔·费利克斯·加利亚多（别名“教父”）、拉斐尔·卡罗·金特罗、埃内斯托·丰塞卡·卡里略（别名“唐·内托”）、胡安·何塞·埃斯帕拉戈萨·莫雷诺（别名“蓝家伙”）等人领导。在1970年代，古斯曼首次为毒枭埃克托尔·路易斯·帕尔马·萨拉萨尔工作，通过飞机将毒品从马德雷山脉地区运送到美墨边界附近的城市地区，并进行监管。从他开始从事有组织犯罪活动的第一步起，他就雄心勃勃，经常向上级施加压力，要求增加跨境走私毒品的分成。他也倾向于在生意上采取暴力和严厉的态度；如果他的任何一批毒品没有按时运输，古斯曼会开枪杀死走私者。周围的人知道欺骗他或者与其他竞争对手合作是不明智的。瓜达拉哈拉贩毒集团的领导人欣赏古斯曼的商业头脑，并在1980年代初将他介绍给了当时墨西哥主要的毒枭之一费利克斯。古斯曼先是费利克斯的司机，后来费利克斯让古斯曼负责物流，古斯曼在那里协调从哥伦比亚到墨西哥的陆海空三路的毒品运输。帕尔马负责确保货物抵达美国。古斯曼赢得了足够的地位，开始直接为费利克斯工作。
在20世纪70年代末和80年代初的大部分时间里，墨西哥贩毒者也是哥伦比亚贩毒集团的中间人，他们通过美墨边界运送可卡因。然而，墨西哥只是哥伦比亚人的第二条路线，因为他们集团贩运的大多数毒品是通过加勒比海和佛罗里达走廊走私的。费利克斯是墨西哥首屈一指的毒枭和胡安·马塔-巴列斯特罗斯的朋友，但他的业务仍然受到南美同行的限制。然而，在1980年代中期，美国政府通过有效减少加勒比走廊的贩毒活动，加强了执法监督，并对麥德林集團和卡利集团施加压力。哥伦比亚集团意识到将业务转移到墨西哥同行更有利可图，因此给了费利克斯更多的毒品运输控制权。这种权力转移使得墨西哥有组织犯罪集团比他们的中美洲和南美洲同行更具影响力。然而，在20世纪80年代，美国缉毒局在墨西哥展开了内部渗透，佈署几名特工在墨西哥充当线人。
其中一名特工基基·卡马雷纳，同时也是一名线人，与包括费利克斯在内的许多顶级毒枭关系密切。1984年11月，墨西哥军方根据卡马雷纳提供的情报，突袭了瓜达拉哈拉贩毒集团拥有的一个大型大麻园，名为“犎牛牧场”（Rancho Búfalo）。可能的背叛激怒了费利克斯和他的手下，在1985年2月绑架、折磨和杀害了卡马雷纳以进行报复。卡马雷纳的死引起了华盛顿的愤怒，墨西哥也展开了大规模搜捕，以逮捕参与此事的人。古斯曼利用这次内部危机在集团内部获得了优势，接管了更多的贩毒活动。1989年，费利克斯被捕；在狱中，通过一些使者，这位毒枭呼吁在格雷罗州阿卡普尔科召开了一次峰会。在秘密会议上，古斯曼和其他人讨论了墨西哥贩毒的未来，并决定瓜分瓜达拉哈拉贩毒集团的地盘。阿雷利亚诺·费利克斯兄弟组成了蒂华纳贩毒集团，控制着蒂华纳走廊和下加利福尼亚州的部分地区；在奇瓦瓦州，一个由卡里略·富恩特斯家族控制的组织成立了华雷斯贩毒集团；剩下的派系留在锡那罗亚和太平洋海岸，组成了錫那羅亞販毒集團，由毒枭伊斯梅尔·桑巴达·加西亚、帕尔马和古斯曼领导。古斯曼专门负责下加利福尼亚州特卡特、墨西加利和圣路易斯里奥科罗拉多的毒品走廊，这两个过境点将索诺拉州和下加利福尼亚州与美国亚利桑那州和加利福尼亚州连接起来。
当费利克斯被捕时，据报道，古斯曼在哈利斯科州瓜达拉哈拉住了一段时间。然而，他的另一个行动中心在索诺拉州的边境城市阿瓜普列塔，他在那里更密切地协调贩毒活动。古斯曼在全国各地拥有数十处房产。他信任的人为他购买房产，并用假名登记。这些房产大多分布在住宅区，用来储藏毒品、武器及现金。古斯曼也在墨西哥各地拥有数个牧场，大多数位于锡那罗亚州、杜兰戈州、奇瓦瓦州及索诺拉州，当地居民认为毒枭种植罌粟大麻为生。

## 被捕与审判
古斯曼于1993年被捕，但在2001年成功越狱并逃亡瓜达拉哈拉，此后被墨西哥政府通缉。2014年2月22日，古斯曼落网，结束了长达13年的逃狱生涯。但在2015年7月12日从首都墨西哥城一座戒备森严的监狱挖出一条至少深15公尺、长达1,500公尺的隧道后，再次逃狱。2016年1月8日他再度被捕。他多次被福布斯评选为全球最具影響力人物。由于担心古斯曼再次越狱，墨西哥政府于2017年1月19日将古斯曼引渡至美国，被关押在美国纽约州的纽约大都会惩教中心。2019年2月12日，美国纽约东区联邦地区法院判定古斯曼所有10项控罪成立，包括贩毒、非法拥有枪支、洗钱等。2019年7月17日，美国纽约东区联邦地区法院判处古斯曼终身监禁，外加30年刑期。

## 外部連結
- 福布斯的古斯曼檔案（页面存档备份，存于）